# Nothomiza aegriviridis
Nothomiza aegriviridis är en fjärilsart som beskrevs av Louis Beethoven Prout 1926. Nothomiza aegriviridis ingår i släktet Nothomiza och familjen mätare. Inga underarter finns listade i Catalogue of Life.